# FCM Târgovişte
FCM Târgovişte fue un club de fútbol de Rumanía de Târgovişte, Dâmbovița fundado en 1950. Jugó por última vez en la Liga VI antes de desaparecer en 2018.

## Historia
El club tiene una larga historia. Alcanzó su punto máximo cuando jugó nueve temporadas consecutivas en la Liga I.

### Cronología de nombres
| Periodo   | Nombre             |
| 1948–1956 | Metalul Târgoviște |
| 1956      | Energia Târgoviște |
| 1957–1972 | Metalul Târgoviște |
| 1972–1994 | CS Târgoviște      |
| 1994–1996 | Oțelul Târgoviște  |
| 1996–2003 | Chindia Târgoviște |
| 2003–2018 | FCM Târgoviște     |

## Entrenadores
- Valentin Stănescu (1959-1963)
- Emeric Jenei (1981-1982)
- Cornel Dinu (1985-1987)
- Ion Motroc (1997-1998)
- Marian Pana (2001-2002)
- Ilie Stan (2005-2006)
- Octavian Grigore (2006)
- Gigi Manea (2012-)

## Palmarés
Liga I:
- Campeón (0):, Mejor posición: 7º 1978–1979 en la Divizia A

Liga II:
- Campeón (4): 1960–1961, 1976–1977, 1980-1981, 1995-1996 en la Divizia B
- Segunda posición (3): 1962-1963, 1963-1964, 1969-1970

Liga III:
- Campeón (2): 1968-1969, 1994–1995 en la Divizia C
- Segunda posición (5): 1956-1957, 1957-1958, 1976-1977, 2002-2003, 2009-2010 en la Liga III